# Sean Ali Stone
Sean Ali Stone, eredetileg Sean Christopher Stone (New York, 1984. december 29. –) amerikai filmrendező, producer, operatőr, forgatókönyvíró és színész, Oliver Stone filmrendező fia.

## Élete
2012-ben áttért a síita iszlám vallásra, azóta Sean Ali Stone néven is szerepel.

## Filmjei
- Salvador (1986)
- Wall Street (Tőzsdecápák, 1987)
- Talk Radio (Hívd a rádiót!, 1988)
- Born on the Fourth of July (Született július 4-én, 1989)
- The Doors (1991)
- JFK (JFK – A nyitott dosszié, 1991)
- Heaven & Earth (Ég és föld, 1993)
- Natural Born Killers (Született gyilkosok, 1994)
- Nixon (1995)
- U Turn (Halálkanyar, 1997)
- Any Given Sunday (Minden héten háború, 1999)
- Comandante (2003)
- World Trade Center (2006)
- W. (2008)